# Misisipijska kultura
Misisipijska kultura (angleško Mississippian Culture) ali kultura tempeljskih gomil (od 8. n. št. do 15. stoletja n. št. oziroma na jugu do začetka 18. stoletja) je zadnja in najbolj razvita izmed kroga kultur Graditeljev gomil. Oblikovala se je med srednjim tokom Mississippija in področjem zahodno od Apalačev, torej iz južnejših področij dezintegrirane Hopewellske kulture, nanjo pa so imele povečan vpliv tudi kulturne prvine iz srednjeameriške civilizacije. Na višku se je raztezala od Mississippija proti vzhodu do Apalačev oziroma Floride ter od Velikih jezer do Mehiškega zaliva in je bila polietnična. Njeni začetki še niso zadovoljivo pojasnjeni. Med tem, ko je bilo za njene predhodnice iz kroga Graditeljev gomil značilno, da je lov ostajal najpomembnejša gospodarska dejavnost, je v kulturi Misisipijcev prevladalo poljedelstvo, zato se je lahko povečal obseg javnih del in obrtnih dejavnosti in lahko so se razvila tudi prava mesta. Glavne poteze je dobila med 8. in 10. stoletjem, vrhunec pa je dosegla med 11. in 12. stoletjem. V zadnji fazi, ki se je začela najkasneje konec 13. stoletja, je zašla v pospešeno propadanje. Njen propad še ni zadovoljivo pojasnjen. Ostanke Misisipijske kulture med Natchezi so na jugu še videli prvi španski in francoski prišleki.

## Gospodarstvo in družbena ureditev
V primerjavi s predhodno Hopewellsko kulturo se je gospodarstvo poenotilo, tako da so povsod gojili enake pridelke. Lova nikoli niso povsem opustili , vendar je bila Misisipijska kultura že v 10. stoletju zlasti družba preprostega motičnega poljedelstva, ki je temeljilo na okopavanju s kremenastimi motikami. Intenzivno so pridelovali »tri sestre«- buče, koruzo in fižol- predvsem so pod vplivi iz Mehiškega zaliva uvedli pridelavo hitro rastoče vrste koruze. Pridelava teh poljščin je omogočila demografsko rast, pospešitev razvoja trgovine in obrti, nastanek mest in velikih arhitekturnih podvigov. Obrtniki so izdelovali leseno in kamnito orodje, koralde, okraske, kovinske izdelke iz bakra in zlata in obdelovali živalske kože. Razširila se je trgovina na večje razdalje, kjer so med seboj menjavali obrtne izdelke. Tako se je razvil skupen simbolni sistem .
Misisipijska kultura politično ni bila poenotena, še vedno je bila to rodovno-plemenska družba, omrežje velikih poglavarstev, ki so imela matrilinearno  teokratsko  družbeno ureditev z dednim moškim vladarjem. Z razvojem gospodarstva se je razslojenost okrepila, obstajali so aristokrati, trgovci, obrtniki in običajni ljudje. Tudi v kulturnih prežitkih med plemeni, ki so izšla iz Misisipijske kulture, je razvidna razslojenost in matrilinearnost, na primer med nekaterimi plemeni Sujev, nekaterimi Muskoki in med Natchezi.

## Kulturni in tehnološki dosežki
Misisipijci so gradili velike vasi in celo mesta. Njihove hiše so bile krite s slamnato streho, večja središča so bila ograjena s palisadami. Predhodne kulture gozdnega obdobja so gradile predvsem grobne gomile in v na severozahodu Misisipijske kulture je vzporedno do 1300 n.š. še naprej obstajala tudi preprosta Kultura gomilnih upodobitev, ki se je tod v glavnem prekrivala z Misisipijsko. Glavna značilnost Misisipijske kulture pa je nastanek tempeljskih gomil, zaradi česar jo imenujemo tudi Kultura tempeljskih gomil. Misisipijske gomile so pogosto imele obliko piramide, imele so zravnane ploščadi, na katerih so gradili templje in bivališča elite. Velike gomile s ploščadmi oziroma terasami so bile razporejene okrog osrednjih trgov.
Gradnja gomil je presegla razsežnosti iz prejšnjih kultur, osrednja piramidna terasasta gomila Monk's Mound v Cahokiji , ki je sicer v višino dosegala le 30 metrov, je imela npr. večji tloris kakor Keopsova piramida v Egiptu. Tipičen vzorec mest in središč je bil obstoj velikih gomil in trga v središču naselja, ki so ga obkrožala manjša naselja z gomilami, okrog pa so obstajala naselja brez gomil. Velika središča so že imela več kot tisoč prebivalcev, najbolj poseljena med njimi je bila Cahokia, ostala večja oziroma pomembnejša naselja so razkrila arheološka najdišča Moundswille, Etowah in Spiro. 
Poleg razvoja arhitekture, je Misispijska kultura napredovala v lončarjenju in keramični tehnologiji, izboljšala se je oborožitev, saj sta lok in puščica izpodrivala uporabo kopja . Obstoj osrednjih trgov s piramidalnimi gomilami, obstoj svetišč in bivalnih zgradb za elito, obredno žrtvovanje ljudi, keramični slog, umetniški slog upodabljanja jokajočih in krilatih oči, križev, človeških lobanj, vse to kaže na povezave s srednjeameriškimi vplivi, čeprav te povezave sicer niso zelo močne . Do teh vplivov bi morda lahko prišlo zaradi stika srednjeameriških trgovcev na daljavo z gozdnatim področjem vzhodnega predela Severne Amerike, vendar ni jasno kaj naj bi ti trgovci iskali tako daleč na severovzhodu . 

## Religija
Misisipijsko družbo so vodili teokrati, ki so hkrati nastopali kot posvetni in kot verski voditelji. Kult prednikov, povezan z gradnjo gomil, se je še ohranil, razvili so se tudi pravi templji. Pod vplivi iz Srednje Amerike so v obredju uporabljali podobe kač, lobanj, orlovskih bojevnikov in opravljali obrede, v katerih so žrtvovali in mučili ujetnike. Tudi od zakonca ter nekaterih ožjih družinskih članov umrlega vladarja so pričakovali prostovoljen pristanek na smrt z žrtvovanjem. Svečeniki v Cahokiji so obrede vodili iz vrha piramid. 
Verjetno iz juga se je v Cahokijo razširil tako imenovani »Južni kult«, ki je bil povezan s čaščenjem sonca  in ta kult je bil zelo močan v središčih, ki so danes znana z imeni arheoloških najdišč kot npr. Spiro, Moundwille in Etowah. S tem kultom so povezane upodobitve sonca, križev, rok z očmi, jokajoče oči, človeške lobanje in dolge kosti in okraševanje pip za kajenje tobaka z živalskimi podobami . V »Južnem kultu« je veliko vlogo igral razkošni pogreb umrlih, posebej pa je poudaril vojaška junaštva. »Južni kult« je bil močan do 14. stoletja, kasneje se je v 15. stoletju ponovno okrepil. Ostanki »Južnega kulta« so preživeli npr. med Natchezi, ki so svojega vladarja imenovali »Veliko Sonce«, njegovo ženo pa »Bela žena«, pa tudi med nekaterimi Siouxi. V Misisipijski kulturi se pojavlja tudi obredna maska 'Dolgonosega božanstva', ki so jo nasledile podobne maske pri nekaterih plemenih Sioux. 

## Zaton
Okrog leta 1300 je kultura hitro prišla v razkroj. Približno v tem času propade Cahokia, prenehali so uporabljati slog Kulture gomilnih upodobitev. V 14. stoletju je začasno zatonil »Južni kult«. Zaradi dezintegracije po letu 1500 o ostankih te kulture lahko govorimo le pogojno, v povezavi s ponovno oživljenim »Južnim kultom«. V osrednjem delu propadajoče Misisipijske kulture se je razširil velik izpraznjen prostor. Njen zaton še ni zadovoljivo pojasnjen . V zgodnjih fazah propadanja epidemije, ki so jih po 1500 razširili beli priseljenci, niso obstajale. Nič ne kaže na vojaške poraze, čeprav je možno, da so se Misisipijci znašli v številnih vojnah. Možen odgovor na propadanje Misisipijske kulture je prenaseljenost v povezavi z izčrpavanjem zemlje, saj preprosto motično poljedelstvo ni poznalo oranja, ne gnojenja in ne požigalništva; Misisipijska kultura je bila življenjsko odvisna od kvalitete zemlje in od rečnih nanosov blata, s tem pa tudi od muhavega podnebja .
Lokalno oživljanje te kulture predstavlja ponovna okrepitev »Južnega kulta« v 15. stoletju, ki je bila povezana predvsem z Natchezi na jugu. Natchezi so ohranili bistvene prvine Misisipijcev: teokratsko vladavino, matrilinearnost, Južni kult in žrtvovanja ljudi, zato jih kljub močnim vplivom iz Mehiškega zaliva lahko vidimo kot zadnje nosilce Misisipijske kulture. V letih 1539-1542 se je z njimi srečal španski pustolovec Hernando de Soto, a je od njih odšel razočaran, ker tam ni našel zlata. Natcheze so zdesetkale bolezni in spopadi z belci. Konec 17. stoletja so si jih podvrgli Francozi, ki so jih zaradi upornosti leta 1731 skoraj uničili. Ostanki Natchezov so se asimilirali v okoliška plemena Muskokov (Creeki) in Cherokeejev .

## Etnične podobe Misisipijske kulture
Ob propadanju Misisipijske kulture so na plano vzniknile številne lokalne kulture, v katerih je bilo včasih čutiti hopewellski pridih, in v katerih med drugim prepoznamo neposredne prednike Kadoancev na zahodu in Muskokov na jugovzhodu, med tem, ko je lokalna Misisipijska kultura Natchezov celo preživela do začetka 18.stoletja . Z Misisipijsko kulturo se bili povezani Siouxi , morda pa so tod bivali tudi predniki Cherokeejev in dela Irokezov. Algonkini morda niso bili del Misisipijske kulture in bi se na njeno območje lahko doselili šele po njenem propadu , čeprav nekateri njihove prisotnosti ne izključujejo. V opustela področja so se pričela naseljevati plemena s severa, ki so bila predvsem algonkinska nomadska in trgovska plemena. Okrog leta 1500 Algonkine že najdemo globoko na območju nekdanje Misisipijske kulture, jezikovna družina Sioux pa je bila razbita na področje zahodno od Mississippija in na območje Apalačev. Vse do osrednjih predelov so segale naselitve Muskokov, ob južnem Mississippiju pa so bivali Natchezi. 
Misisipijska kultura sama vsaj večinoma ni bila povezana z Algonkini in Irokezi. Kulturni prežitki so se ohranili pri Muskokih-Creekih, Natchezih in pri nekaterih sioujskih plemenih, npr. Mandanih. Osrednjo kulturo Mississippija, katere središče je bila Cahokia, so najverjetneje razvila nekatera plemena Siouxev. Na to kaže več pomembnih pokazateljev: kot prvo je pred časom migracij večji del Muskokov živel v porečju Missisipija, o čemer priča njihovo besedišče- nasprotno pa Siouxi, katerih izročilo razkriva, da so nekoč živeli vzhodno od Mississippija, takega besedišča nimajo, kot drugo ima piktograf iz Misisipijske kulture sioujski karakter , kot tretje v nekaterih sioujskih plemenih kot so Dhegiha, Oneota, Osage, Winnebago, Hidatsa in Iowa nastopajo družbeni elementi, ki izvirajo neposredno iz Misisipijske kulture.